# 허난성 스타디움
허난성 스타디움(중국어: 河南省体育场, Henan Provincial Stadium, Henan Provincial Sports Centre Stadium)은 중화인민공화국 정저우시의 다목적 스타디움이다. 현재 축구 경기 운동선수, 콘서트, 만남의 장소로 대부분 사용된다. 이 스타디움의 가용 인원 수는 48,000명이다.